# Om mani padme hum
Auṃ maṇi padme hūṃ (em sânscrito:  ॐ मणिपद्मे हूँ) é um dos mantras do budismo; o mantra de seis sílabas do Bodisatva da compaixão: Avalokiteshvara. De origem indiana, de lá foi para o Tibete. O mantra é associado ao deus de 4 braços Shadakshari, uma das formas de Avalokiteshvara.

As sílabas "Om Ma Ni Pad Me Hum"

O Dalai Lama é tido como uma emanação de Chenrezig (Avalokiteshvara), por isso o mantra é especialmente entoado por seus devotos e é comumente esculpido em rochas e escrito em papéis que são inseridos em rodas de oração ("mani korlo" em tibetano) para potencializar seu efeito.
É o mantra mais entoado pelos budistas tibetanos. 

## Transliterações
O mantra é diferentemente transliterado, dependendo das escolas do budismo, bem como dos professores individuais.
A maioria das autoridades considera o maṇipadme como uma palavra composta em vez de duas simples palavras. A escrita sânscrita não tem letras maiúsculas e isso significa que a capitalização de mantras transliterados varia de todas as letras maiúsculas, para maiúsculas iniciais, para não-maiúsculas. A tradução em todas as letras maiúsculas é típica de trabalhos eruditos mais antigos e de textos sadhana tibetanos.
- IAST (Alfabeto romano): Oṃ Maṇi Padme Hūṃ
- Tibetano: ཨོཾ་མ་ཎི་པདྨེ་ཧཱུྂ༔ (Pinyin tibetano：Om Mani Bêmê Hum; EWTS: oM ma Ni pad+me hU~M`:)
- Mongol: 
  - Mongol clássico: ᠣᠧᠮ
 ᠮᠠ
 ᠨᠢ
 ᠪᠠᠳ
 ᠮᠡᠢ
 ᠬᠤᠩ (Oëm ma ni bad mei qung)
  - Khalkha: Ум мани бадмэ хум (Um mani badme khum)
  - Buryat: Ом маани бадмэ хум (Om maani badme khum)
- Chinês: 唵嘛呢叭咪吽 (ǎn ma ne bā mī hōng) ou 唵嘛呢叭𠺗吽 (ǎn ma ne bā miē hōng) ou 唵嘛呢叭𡄣吽 (ǎn ma ne bā mí hōng) ou 唵麼抳缽訥銘吽 (ǎn me nǐ bō nè míng)
- Sânscrito: ॐ मणिपद्मे हूँ (Om Manipadme Hum)
- Coreano: 옴 마니 반메 훔 (Om Mani Banme Hum) ou 옴 마니 파드메 훔 (Om Mani Padeume Hum)
- Japonês: オーム・マニ・パドメー・フーム (Ōmu Mani Padomē Fūmu) ou オムマニペメフム (Omu Mani Peme Fumu)
- Bengali: ওঁ মণিপদ্মে হুঁ (Om Monipôdde hum)
- Malayalam: ഓം മണി പദ്മേ ഹും
- Língua birmanesa: ဥုံမဏိပဒ္မေဟုံ  (òʊɴ ma nḭ paʔ mè hòʊɴ)
- Língua nepalesa: ॐ मणि पद्मे हुँ
- Vietnamita: Án ma ni bát mê hồng
- Tailandês: โอมฺ มณิ ปทฺเม หูมฺ
- 'Phags pa: ’om ma ni pad me hung Predefinição:Phagspa
- Cingalês: ඕම් මනි පද්මේ හූම්
- Tagalo (Filipino): ᜂᜋ᜔ᜋᜈᜒᜉᜇ᜔ᜋᜒᜑᜓᜋ᜔ Um mani pad mi hum
- Télugo: ఓం మణి పద్మే హుం
- Tangut: Predefinição:Tangut ·a mja nji pja mjij xo
- Old Uighur: oom mani badmi xung
- Jurchen:  am ma ni ba mi xu
- Tâmil: 	ஓம் மணி பத்மே ஹூம்
- Gujarati: ૐ મણિ પદ્મે હુઁ

## Significado

"om mani padme hūṃ hrīḥ"

Os mantras podem ser interpretados pelos praticantes de muitas maneiras, ou mesmo como meras sequências de sons cujos efeitos estão além do significado estrito.
A parte intermediária do mantra, maṇipadme, é frequentemente interpretada como "joia no lótus", Sânscrito maṇí "joia, gema, cintamani" e o locativo de padma "lótus", mas de acordo com Donald Lopez é muito mais provável que maṇipadme é de fato um vocativo, não um locativo, endereçando um bodisatva chamado maṇipadma, "Joia-Lótus" - um epíteto alternativo do bodisatva Avalokitesvara. É precedido pela sílaba oṃ e seguido pela sílaba hūṃ, ambas interjeições sem significado linguístico. Há também interpretações como "Divina jóia flor de lotus, glória!" - que se refere ao processo dos processos ou "lei das leis" naturais da eterna renovação de todas as coisas e à reencarnação dos seres, "louvada seja a flor de lótus" ou "da lama nasce a flor de lótus".
Lopez também observa que a maioria dos textos budistas tibetanos considerou a tradução do mantra como secundária, concentrando-se na correspondência das seis sílabas do mantra a vários outros agrupamentos de seis na tradição budista. Por exemplo, no Chenrezig Sadhana, Tsangsar Tulku Rinpoche expande o significado do mantra, tomando suas seis sílabas para representar a purificação dos seis reinos da existência:
- Om fecha a porta para o sofrimento de renascer no reino dos deuses. O sofrimento do reino dos deuses surge da previsão da própria queda do reino dos deuses (isto é, de morrerem e renascerem em reinos inferiores). Este sofrimento vem do orgulho.
- Ma fecha a porta para o sofrimento de renascer no reino dos deuses guerreiros (sânsc. asuras). O sofrimento dos asuras é a briga constante. Este sofrimento vem da inveja.
- Ni fecha a porta para o sofrimento de renascer no reino humano. O sofrimento dos humanos é o nascimento, a doença, a velhice e a morte. Este sofrimento vem do desejo.
- Pad fecha a porta para o sofrimento de renascer no reino animal. O sofrimento dos animais é o da estupidez, da rapina de um sobre o outro, de ser morto pelos homens para obterem carne, peles, etc; e de ser morto pelas feras por dever. Este sofrimento vem da ignorância.
- Me fecha a porta para o sofrimento de renascer no reino dos fantasmas famintos (sânsc. pretas). O sofrimento dos fantasmas famintos é o da fome e o da sede. Este sofrimento vem da ganância.
- Hum fecha a porta para o sofrimento de renascer no reino do inferno. O sofrimento dos infernos é o calor e o frio. Este sofrimento vem da raiva ou do ódio.

### Ensinamento do 14° Dalai Lama

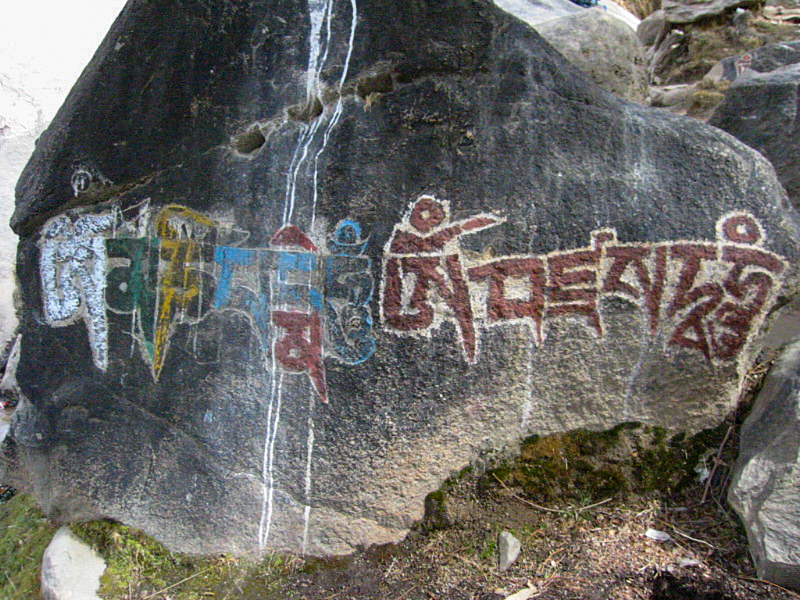
"om mani padme hūṃ", escrito em escrita tibetana em uma rocha do lado de fora do Palácio de Potala no Tibete

"É muito bom recitar o mantra Om Mani Padme Hum, mas, enquanto se recita, deve-se pensar nos significados, pois os significados das seis sílabas são muitos e vastos."
"'Om [...] simboliza o corpo, a fala e o discurso impuros do indivíduo; ao mesmo tempo ele simboliza a pureza do corpo, da fala e da mente do Buda[...]"
"As próximas quatro sílabas indicam o Caminho. 'Mani' significa 'joia' e simboliza o método que é a intenção altruística de se tornar iluminado, simboliza compaixão, e amor.[...]"
"As duas sílabas 'Padme' significam lótus e simbolizam a sabedoria[...]"
"A pureza deve ser atingida através da unidade indivisível do método e da sabedoria, o que é simbolizado pela sílaba final 'hum', que significa indivisibilidade[...]"
"Assim, as seis sílabas, Om Mani Padme Hum, significam que a prática do Caminho leva à transformação do corpo, da fala e da mente impura na exaltação de pureza que são o corpo, a fala e a mente do Buda[...]"

### Variação

O mantra: Om Mani Peme Hum Hri

Como Bucknell et al. (1986, p. 15.) disse, o completo Mantra Avalokiteshvara inclui uma final hrīḥ (em sânscrito:  ह्रीः, Predefinição:IPA-sa), que é representado iconograficamente no espaço central da mandala silábica como visto na decoração do teto do Palácio de Potala. O mantra completo em tibetano é assim:  ཨོཾ་མ་ཎི་པདྨེ་ཧཱུྃ་ཧྲཱིཿ  O hrīḥ nem sempre é vocalizado de forma audível e pode ressoar "internamente" ou "secretamente" através da intencionalidade.